# John Lax
John Lax (né le 23 juillet 1911 à Arlington (Massachusetts) et mort le 14 juillet 2001 à Cambridge (Massachusetts)) est un hockeyeur sur glace américain. Lors des Jeux olympiques d'hiver de 1936 disputés à Garmisch-Partenkirchen il remporte la médaille de bronze.

## Palmarès
- Médaille de bronze aux Jeux olympiques de Garmisch-Partenkirchen en 1936